# Serie A 1985 (baseball)
La Serie A 1985 del Campionato italiano di baseball ha visto la partecipazione di dodici squadre in un girone unico.
Il Parma si laureò campione d'Italia per la quinta volta.
Lodi fu retrocessa in Serie A2 insieme a Castiglione della Pescaia, che perse lo spareggio per non retrocedere contro Roma. Crocetta rinunciò a partecipare al seguente campionato per ragioni economiche, ripartendo dalla C2.
Furono promosse nella massima categoria Milano, San Marino ed Anzio.

## Classifica finale
| Classifica          | PCT  |
| ------------------- | ---- |
| World Vision Parma  | .773 |
| Be.Ca. Bologna      | .758 |
| Dal Colle Rimini    | .727 |
| Fais Grosseto       | .727 |
| Nettuno             | .667 |
| Fiorentina          | .439 |
| Aran Group Parma    | .424 |
| Subalpina Bollate   | .364 |
| Amati Santarcangelo | .364 |
| Goodrich Roma       | .288 |
| Solemar Castiglione | .288 |
| Wuber Lodi          | .182 |

## Spareggio retrocessione
|  | Finale              |                     |   |   |   |  |
|  |                     |                     |   |   |   |  |
|  | Goodrich Roma       | Goodrich Roma       | 9 | 6 | - |  |
|  | Solemar Castiglione | Solemar Castiglione | 3 | 2 | - |  |